# تشريح الأسنان

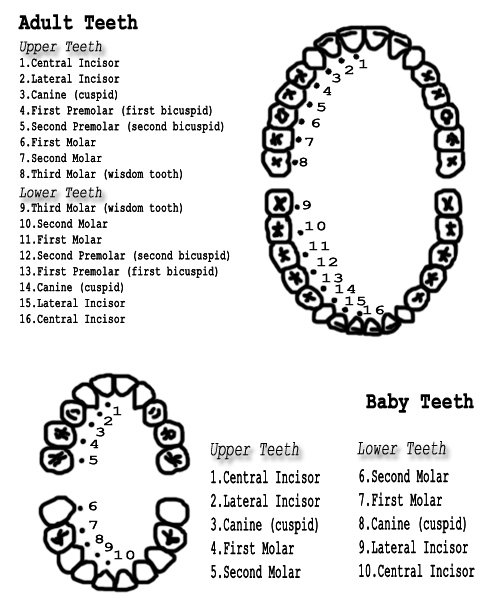
رسم يوضح أسنان إنسان بالغ وطفل ويجدر بالذكر أن الرسم غير قياسي.

تشريح الأسنان هو فرع من فروع طب الأسنان يختص بدراسة تركيب أسنان الإنسان وشكلها الخارجي -المرئي بالعين المجردة- ونشوئها وبزوغها في الفم ووظائفها.

## بزوغ الأسنان اللبنية
الأسنان الأولية هي الأسنان التي تبزغ أولا في فم الطفل وعددها 20 (عشرة في كل فك). تبدأ بالبزوغ من الشهر السادس من العمر وتكتمل عند بلوغ السنتين أو السنتين وتسعة شهور، وتتساقط بين سن 6 إلى 12 سنة لتحل محلها أسنان البالغين الدائمة.
لا تحتوي الأسنان اللبنية على الضواحك(premolars)، حيث أن الطفل يملك طواحن أولية تحل محلها بعد ذلك الضواحك، فعندما تبدأ الأسنان الدائمة بالظهور، تبزغ الضواحك في مكان الطواحن الأولية، أما الطواحن الدائمة فتظهر خلف الأسنان الأولية ولا تظهر محلها.
وقت بزوغ وسقوط الأسنان اللبنية في الفك العلوي عند الطفل :
| السن            | وقت البزوغ  | وقت السقوط  |
| --------------- | ----------- | ----------- |
| القاطع المركزي  | 8 - 12 شهر  | 6 - 7 سنين  |
| القاطع الجانبي  | 9 - 13 شهر  | 7 - 8 سنين  |
| الناب           | 16 - 22 شهر | 10 - 12 سنة |
| رحى أولى لبنية  | 13 - 19 شهر | 9 - 11 سنة  |
| رحى ثانية لبنية | 25 - 33 شهر | 10 - 12 سنة |

أما بالنسبة للأسنان اللبنية في الفك السفلي فهي كالتالي:
| السن            | وقت البزوغ  | وقت السقوط  |
| --------------- | ----------- | ----------- |
| القاطع المركزي  | 6 - 10 شهر  | 6 - 7 سنين  |
| القاطع الجانبي  | 10 - 16 شهر | 7 - 8 سنين  |
| الناب           | 17 - 23 شهر | 9 - 12 سنة  |
| رحى أولى لبنية  | 14 - 18 شهر | 9 - 11 سنة  |
| رحى ثانية لبنية | 23 - 31 شهر | 10 - 12 سنة |

## بزوغ الأسنان الدائمة
الأسنان دائمة وعددها 32 (16 في كل فك)، وهي الأسنان التي تحل محل الأسنان اللبنية وتظهر عندها الضواحك، تبدأ بالبزوغ عند سن السادسة وتكتمل عند عمر 18-21 سنة، وأول ما يظهر من الأسنان هو السن الطاحن الأول ويبزغ دون إسقاط سن لبني، أما الأسنان التي تقوم بإسقاط الأسنان اللبنية تسمى بالأسنان التالية (بالإنجليزية: Succedaneous Teeth)، وهي الأسنان التي تحل محل سن لبني.

### وقت بزوغ الأسنان الدائمة في الفك العلوي:
| السن                           | وقت البزوغ  |
| ------------------------------ | ----------- |
| القاطع المركزي                 | 7 - 8 سنين  |
| القاطع الجانبي                 | 8 - 9 سنين  |
| الناب                          | 11 - 12 سنة |
| الضاحك الأول                   | 10 - 11 سنة |
| الضاحك الثاني                  | 10 - 12 سنة |
| الطاحن الأول                   | 6 - 7 سنين  |
| الطاحن الثاني                  | 12 - 13 سنة |
| الطاحن الثالث (من أضراس العقل) | 17 - 21 سنة |

### وقت بزوغ الأسنان الدائمة في الفك السفلي:
| السن                           | وقت البزوغ  |
| ------------------------------ | ----------- |
| القاطع المركزي                 | 6 - 7 سنين  |
| القاطع الجانبي                 | 7 - 8 سنين  |
| الناب                          | 9 - 10 سنين |
| الضاحك الأول                   | 10 - 12 سنة |
| الضاحك الثاني                  | 11 - 12 سنة |
| الطاحن الأول                   | 6 - 7 سنين  |
| الطاحن الثاني                  | 11 - 13 سنة |
| الطاحن الثالث (من أضراس العقل) | 17 - 21 سنة |

## تسمية الأسنان
1. القواطع (incisors) تسمى الأولى بـ ثنية (central) والثانية بالرباعية (lateral)
2. الأنياب (canines)
3. الضواحك (premolars) أو النواجذ أو القبطاحن -لا توجد في الأسنان اللبنية-
4. الطواحن (molars)أو الأضراس أو الأرحاء -جمع رحى-

## بُنية الاسنان
بُنية الاسنان (Tooth Structure). تتركب الأسنان باختلاف أشكالها من مكونات ثابتة يكون لكل مُكوّن منها خصائص تلائم وظيفتها وفيما يلي سوف نستعرض أسماء الطبقات وتركيبها وأهم خصاصها:

#### طبقة المينا
طبقة المينا (بالإنجليزية: Enamel)‏، تتركب هذه الطبقة بنسبة 95% من مواد غير عضوية وتحديداً الكالسيوم والفوسفور اللذين يترابطان معًا لتشكdل بلورات فائقة القوة، و4% من الماء و 1% مواد عضوية كالبروتين. يُعد نسيج طبقة المينا أقوي وأصلب نسيج في جسم الإنسان حتي انه أقوى من العظام وذلك حتى تلائم وظيفتها وهي الاحتكاك بالبيئة الخارجية عند طحن الطعام وحماية باقي مكونات السن. وفي جذور الأسنان يحل محل هذه الطبقة طبقة اخري اضعف من ناحية الخصائص الميكانيكية والبيولوجية تسمي بالسيمينتوم (Cementum).

#### طبقة العاج
طبقة العاج (بالإنجليزية: Dentin)‏، وهي الطبقة الثانية من حيث الترتيب في السن وتتكون من 70% من مواد غير عضوية مثل الكالسيوم والصوديوم وغيرها من الأملاح المعدنية، و10% من الماء، و20% مواد عضوية وهذا ما يجعلها أكثر حساسية وأسرع في معدل انتشار التسوس، وهذه المادة موجوده في تحت طبقة المينا وفي الجذر أيضاً ومن الجدير بالذكر ان ألم الأسنان غالباً يبدأ عند وصول البكتيريا والتسوس بشكل عام إلى هذه الطبقة لأنها حساسة جداً وهذه الحساسية تزداد كلما كان التسوس أعمق.

#### اللب
لب السن (Tooth Pulp)، هو التجويف الداخلي للسن ويتكون بنسبة 75-80% من الماء كما أنه يحتوي على الأوعية الدموية التي تقوم بتغذية السن، والأعصاب التي تمد السن بالإحساس عن طريق النهايات العصبية الحسية، كما أنه يحتوي على خلايا دفاعية، ومن الجدير بالذكر أن علاج العصب أو علاج الجذور في طب الاسنان يتم بعد استئصال هذه الطبقة ووضع مواد اخرى تسمى الجوتا بيرشا(Gutta-Percha)، ويسمى من يقوم بذلك طبيب إختصاصي اللبية (بالإنجليزية: Endodontic doctor).
الملاط
الملاط أو ملاط السن (بالإنجليزية: Cementum)، هو طبقة معدنية تغطي سطح الجذر بأكمله. حيث يساعد الملاط على تثبيت السن عن طريق الارتباط بألياف الكولاجين التي تقوم بترسيخ السن في عظم الفك.

## ترقيم الأسنان
في طب الأسنان يتم استخدام عدة طرق لترقيم أسنان الإنسان. وأكثر الطرق شيوعاً هي:

### ترقيم الاتحاد الدولي لطب الأسنان FDI
هي الطريقة الأشهر في الترقيم، تستخدم هذه الطريقة رقمين حيث ترمز فئة العشرات إلى موقع السن في الفك وترمز فئة الآحاد إلى رقم السن ونوعه، تتكون فئة العشرات من أربعة أرقام:
- الرقم 1 يدل على أن موقع السن هو في الفك العلوي جهة اليمين
- الرقم 2 الفك العلوي جهة اليسار
- الرقم 3 الفك السفلي جهة اليسار
- الرقم 4 الفك السفلي جهة اليمين

أما فئة الآحاد فتتكون من ثمانية أرقام ويشير كل رقم إلى سن محدد:
- الرقم 1 يشير إلى السن القاطع المركزي (ثنية - central incisor)
- الرقم 2 يشير إلى السن القاطع الجانبي (رباعية - lateral incisor)
- الرقم 3 يشيرإلى الناب (canine)
- الرقم 4 يشير إلى الضاحك الأول (first premolar)
- الرقم 5 يشير إلى الضاحك الثاني (second premolar)
- الرقم 6 يشير إلى الطاحن الأول (first molar)
- الرقم 7 يشير إلى الطاحن الثاني (second molar)
- الرقم 8 يشير إلى الطاحن الثالث (third molar)

وعلى هذا يكون السن 13 على سبيل المثال هو الناب العلوي جهة اليمين.
أما في حالة الأسنان اللبنية فيتم استبدال العشرات من 1-4 بالأرقام من 5-8، وتكون الآحاد فقط من 1-5 لأن عدد الأسنان اللبنية أقل من الأسنان الدائمة.

### ترقيم بالمر
يستخدم هذه الطريقة رموز الإتجاه (┘ └ ┐ ┌) ويكتب بداخلها رقم السن ويختلف عن الطريقة السابقة بإسخدامه الأحرف الضغيرة للأسنان اللبنية a b c d e.

### نظام الترقيم الموحد
تستخدم هذه الطريقة الأرقام من 1-32 للأسنان الدائمية والأحرف A-T للأسنان اللبنية.